# 二凤
，2019年越南剧情动作片。影片由黎文杰导演，吴青芸、梅吉薇、潘清然、范英科和陈青华主演，讲述了一位母亲拯救遭黑帮绑架的女儿的经历。影片于2019年2月22日和3月1日分别在越南及美国上映。

## 剧情
以催債維生的海芳（吴青芸 饰）帶著女儿阿梅（梅吉薇 饰）居於鄉下。由於「工作」性質及女兒沒有爸爸，母女兩人飽受保守的鄉下人歧視。由於海芳知識不高，又因催債與眾人結仇，生活看似毫無出路。但海芳其實也曾在江湖中叱吒風雲，是為了女兒才金盆洗手。
一天，阿梅遭市场上的商家指控偷竊。海芳在真相未明下教训阿梅，但阿梅不服被誣，气冲冲地跑掉。后来，真相查明，確實如阿梅所言。海芳决定去找阿梅时，发现阿梅已经被黑帮拐走。
海芳一路追索，卻被幫中同夥絆住。虽然成功甩开打手，但已经追不上被迷暈带上車的女兒。由於該條道路僅通向胡志明市，海芳強行爬進不願讓她搭便車的卡车，來到胡志明市。海芳去找過去同夥的姐妹帮忙打探消息，但人事已非，自己這一夥的勢力也大不如前，僅能勸海芳寻求警方協助。海芳受夠了冗長的文書作業，无意中发现关于失踪儿童的犯罪报告，自行依報告上的資料找上已退出這門生意的前幫派份子阿竺。海芳急著找線索，阿竺則為保持生活平靜而封口，兩人大打出手。海芳技高一籌，終於令阿竺說出所知一切。但阿竺卻也警告，時間不多。
另一边，警官阿良發覺文件被偷，也一路追索。
原來海芳自幼隨父親學武，長大後卻為愛情而與全家決裂，加入西貢幫派討生活。此時無計可施，不得不去找哥哥帮忙，哥哥斥责她之前無情離家，连父母的葬礼都未回來，不愿伸出援手。海芳氣極說出自己的悔恨，矢言憑自己的力量救出女兒。阿良警官循線找來，說出拐小孩黑幫的作業方式及警方至今的追查，成功说服海芳合作。
海芳循线找到了黑帮巢穴，发现他们正利用儿童进行器官交易。海芳打败一票嘍囉，见到了幕后人物盛松（Thanh Sói）。海芳不是對手，被盛松打晕后扔进河中滅口。但在昏過去前听到盛松對聯絡人說出火車車廂號碼。
海芳在醫院醒來，得知已昏迷兩小時。阿良警官要求海芳好好休息，查案交給警方。同情海芳的護士自願被心急如焚的海芳「挾持」以逃出醫院。警官心中有數，阻止手下追擊。
兩人依海芳所記得的車廂號碼找到了盛松的火车。海芳不顧阿良警官等待後援的勸告上車追人，跟盛松的手下一車廂一車廂的打過去。阿良無奈之下只好也跟了上去，減輕海芳的壓力。待在最後一節車廂的盛松耍詐，依事前規劃命手下斷開所在車廂與火車其他節的連結，再經由轉轍器藉助慣性滑向位於支線的目的地。阿良警官則連同一般乘客被火車載到了下一站。追查至最後一節的海芳拼死一戰，終於手刃盛松，找到女儿及其他被拐的小孩。無動力的車廂滑到終點，被等待接應的幫派份子包圍。海芳出奇制勝，打敗一眾惡人，卻還是中槍昏迷。阿良警官在海芳即將被補槍喪命的緊要關頭率眾前來，破獲黑幫此處據點並逮獲一干人等。
警方破獲驚天重案。海芳住院疗伤，和哥哥恢复关系。阿梅由海芳的朋友照顾，應允要堅強勇敢，也獲母親允准傳授武藝。

## 阵容
- 吴青芸 饰 海芳（Hai Phượng），曾是黑道大姐头，精通越武道
- 梅吉薇（Cát Vy）饰 阿梅（Mai）
- 潘清然（Phan Thanh Nhiên）饰 阿良（Lương），警察，精通越武道
- 范英科（Phạm Anh Khoa）饰 阿竺（Truc）
- 陈青华（Trần Thanh Hoa）饰 盛松（Thanh Sói）

## 发行
Well Go USA Entertainment买下影片在美国的发行权，于2019年3月1日发行影片。影片于2019年5月21日上线Netflix。
中国大陆于2019年9月20日上映该片。

## 评价
影片获得不俗的口碑，汇总媒体烂番茄评论17条，新鲜度94%，平均得分6.55/10。其中，吴青芸的演技和动作表现受到称赞。High On Films的Nafees Ahmed认为这是一部“超格式化武术动作片，动作场景干净且超燃。”影片创下了越南电影史上的最高票房。